# Джефферсон, Мелисса
Мелисса Джефферсон (англ. Melissa Jefferson; род. 21 февраля 2001, Джорджтаун, Южная Каролина) — американская легкоатлетка, бегунья на короткие дистанции, двукратная чемпионка мира 2022 и 2023 годов в эстафете 4 по 100 метров. Бронзовый призёр летних Олимпийских игр 2024 года на дистанции 100 метров.

## Спортивная карьера
Джефферсон выступала за Университет Прибрежной Каролины и выиграла чемпионат NCAA по бегу на 60 метров в помещении в 2022 году. Затем она выиграла бег на 100 метров на открытом чемпионате США по легкой атлетике 2022 года и прошла квалификацию на чемпионат мира по легкой атлетике 2022 года, который проходил в Юджине, штат Орегон. Джефферсон дошла до финала на дистанции 100 метров и финишировала восьмой. В 2022 году она была в составе эстафетной команде США, завоевавшей золотую медаль в эстафете 4 х 100 метров.
На чемпионате мира по легкой атлетике 2023 года, проходившем в Будапеште, Джефферсон вновь бежала эстафету 4 х 100 метров и выиграла золотую медаль
В мае 2024 года Мелисса выиграла бег на 100 метров на золотом этапе Гран-при Мирового легкоатлетического континентального тура в Лос-Анджелесе.
На летних Олимпийских играх в Париже, в 2024 году, на дистанции 100 метров она завоевала бронзовую медаль с результатом 10,92 сек.

## Достижения
| Год  | Соревнование          | Город, страна     | Место | Дисциплина | Время (с) |
| ---- | --------------------- | ----------------- | ----- | ---------- | --------- |
| 2022 | Чемпионат мира 2022   | Юджин, США        | 1     | 4×100 м    | 41,14     |
| 2023 | Чемпионат мира 2023   | Будапешт, Венгрия | 1     | 4×100 м    | 41,44     |
| 2024 | Олимпийские игры 2024 | Париж, Франция    | 3     | 100 м      | 10,92     |